# Королько Валентин Григорович
Королько Валентин Григорович  — український вчений, доктор філософських наук, професор, заслужений діяч науки і техніки України; завідувач кафедри теорії і методики зв'язків із громадськістю Національного університету «Києво-Могилянська Академія» з 2001 року; віце-президент PR-ліги [Архівовано 9 серпня 2011 у Wayback Machine.], президент компанії MAINSRTEAM Communication & Consulting з 2004 року.
Керівник магістерської програми Національного університету «Києво-Могилянська академія» «Менеджмент зв'язків з громадськістю» з 2010 р.
Протягом 2000–2001 років був ректором Вищої школи паблик рілейшнз Товариства «Знання» України за сумісництвом, а 1998–2000 — Київської школи паблик рілейшнз. 1994–1999 — консультантом та керівником програм Міжнародного Республіканського Інституту (США) в Україні, протягом 1991–2001 — провідний науковий співробітник Інститут соціології НАН України, а 1990–1991 — завідувач сектору Інституту політичних досліджень.

## Біографія
Закінчив історико-філософський факультет Київського державного університету ім. Т. Шевченка у 1965 році. 1971 року отримав ступінь кандидата філософських наук (Київ). Вивчав соціально-політичні проблеми науково-технічної революції і способу життя людей. У 1976–1977 роках пройшов стажування в Гарвардському, Колумбійському, Мічиганському (США) і Сассекського (Англія) університетах.
1984 року отримав ступінь доктора філософських наук (Москва, Росія). 1994 року — сертифікат про виконання навчальної програми з питань виборчих кампаній, державного управління та звітності перед громадськістю (США, Вашингтон). 2004 року — атестат професора.
Стипендіат ЮНЕСКО: Гарвардський, Колумбійський, Мічиганський університети (США); Сасекський університет (Англія) (1976–1977); Академік Української академії політичних наук; Член Наукової ради Інституту соціології НАН України; Член Наукової ради НаУКМА.
2005 року нагороджений знаком «Відмінник освіти України».
З 2015 року — заслужений діяч науки і техніки України.

## Внесок у дослідження зв'язків з громадськістю
Основна тема наукових досліджень:
- розвиток системи зв'язків з громадськістю як чинник становлення громадянського суспільства.
- влада і громадськість: проблеми теорії і практики зв'язків із громадськістю (у співпраці з Інститутом соціології НАН України)

## Сфера наукових інтересів
Історія, теорія і методологія соціології; політологія; теорія, методологія і практика зв'язків із громадськістю (PR)

## Публікації

### Підручники, навчальні посібники
Навчально-методичні праці
- Связи с общественностью. Научные основы, методика, практика. Учебник для студентов высших учебных заведений/ 4-е изд.: Пер. с укр., перераб. и доп.- К.: Изд. дом «Киево-Могилянская академия», 2013. — 868 с. (Соавтор: — Некрасова О. В.)
- Зв'язки з громадськістю. Наукові основи, методика, практика. Підручник, 3-тє вид. доп. і перероб. К.: Вид. дім «Києво-Могилянська акаде-мія», 2009. — 831 с. (Співавтор — Некрасова О. В.)
- Соціологія: Навчальний посібник. 4-тє видання, перероблене і доповнене. К.: «Знання», 2008. — 566 с.
- Основні принципи побудови інформаційних кампаній в контексті тематики «ВІЛ та діти». Посібник для організаторів. / За редакцією доктора філософських наук Королька В. Г. К., 2006. — 68 с.
- Паблик рілейшнз як соціальний інститут. Лекція 4. Навчальний посібник: Структурні виміри сучасного суспільства. За ред. С.Макеєва. К., 2006. С.100-123.
- Соціологія: Навчальний посібник / Вид. 3-тє, виправлене і доповнене. — К.: Знання, 2005. — 455 с.
- Основы паблик рилейшнз. Учебник для студентов вузов. — М.: Рефл-бук, К.: Ваклер, 2003. — 528с.
- Стратегія і тактика комунікацій із громадськістю для організацій третього сектора. Методичний посібник / За редакцією В. Г. Королька. — Київ, 2003. — 216 с.
- Секреты предвыборной борьбы. Пособие для кандидатов в депутаты и руководителей избирательных штабов. — К.: Держкомстат України, 2001. — 106 с.
- Паблик рілейшнз. Наукові основи, методика, практика. Підручник / Вид. 2-ге, доп. — К.: Видавничий дім «Скарби», 2001. — 400 с.
- Основи паблик рілейшнз. Навчальний посібник. К.: Наукова книга, 1997. — 335 с.

### Колективні монографії
- Образ України в сучасному глобалізованому світі (розділ в збір. "Глобалізація в соціологічному вимірі"К.: Інститут соціології НАН України, 2011.- С.239-264. 2.0
- Суспільна трансформація: концептуалізація, тенденції, український досвід (розділ) // Система паблик рілейшнз як чинник становлення громадянського суспільства / За ред. В. В. Танчера, В. П. Степаненка. — К.: Інститут соціології НАН України, 2004. — С. 121–171.
- Загальні принципи організації та проведення передвиборчих кампаній // Політичний маркетинг та електоральні технології / Наукове видання Інституту соціології НАН України. — Запоріжжя: Гарт, 2002. — С. 7-30.
- Зв'язки влади з суспільством: українські моделі // Громадянське суспільство в Україні: аналіз соціального конструювання. — К.: Стилос, 2002. — С. 341–350.
- Виборчі кампанії: зростання значення іміджу та засобів його формування // Україна — 2002. Моніторинг соціальних змін. — К.: Інститут соціології НАН України, 2002. — С. 257–270.

### Наукові статті
- Моделі зв'язків політичного режиму з громадськістю. Наукові записки Інституту політичних і етнополітичних досліджень ім. І. Ф. Кураса НАН України. К.: 2012 / (6-62) (листопад-грудент). — С. 7-29.
- Реклама політична. Політична енциклопедія. К.: Парламентське вид-во, 2011. — С.631.
- Політична дискусія. Соціологія політики: Енцикл. словник. К.:2009. С.107-108.
- Політична конкуренція. Соціологія політики: Енцикл. словник. К.:2009. С. 178–179.
- Corporate Culture and Public Relations. «Ukrainian Sociological Review», Digest, 2006–2007. Kyiv, 2009P. 105–122.
- Корпоративна культура і ПР. «Соціологія: теорія, методи, маркетинг», № 1 , 2007. — С.115-129.
- Соцієтальна культура і ПР. «Соціологія: теорія, методи, маркетинг», № 4, 2006. — С.161-173.
- Феномен політичної реклами. «Телерадіокур'єр», № 5, 2005. — С.36.
- Формування комунікативної влади в Україні — важлива передумова для перспектив молоді. У зб. Молодь в умовах нової соціальної перспективи. Част. І. Матеріали VII Міжнародної науково-практичної конференції, м. Житомир, 17-18 травня 2005 р. — Житомир, 2005. — С.170-175
- Менеджмент консалтинговою організацією: особливості маркетингу і PR. «Соціологія: теорія, методи, маркетинг», № 4, 2004. — С.127-139.
- Pre-election Campaign Communication and Publicity: Political Phenomenon, Structure, and Functions. Ukrainian Sociological Review, 2002–2003, Kyiv-2004. — Р.3-26.
- Паблик рілейшнз: проблеми освіти (Міжнародний досвід і українські реалії). «Соціологія: теорія, методи, маркетинг», № 2, 2004. — С.169-184.
- Towards the Question of PR's Social Role and Ethics. Ukrainian Sociological Review, 2000–2001, Kyiv-2003. — Р.111-127.
- Виборчі технології: порівняльний аналіз 1998–2002. У зб.: Проблеми розвитку соціологічної теорії. Теоретичні проблеми змін соціальної структури українського суспільства. К.:. Соціологічна асоціація України, Інститут соціології НАН України. — 2002 — С.488-496.
- У пошуках теорії мультикультурних паблик рілейшнз. «Соціологія: теорія, методи, маркетинг», № 3, 2002 — С.28-41.